# Malo Blaško
Malo Blaško (szerbül: Мало Блашко), település Bosznia-Hercegovinában, Laktaši községben, Bosanska krajina területén, a Szerb Köztársaságban. 

## Fekvése
Bosznia-Hercegovina északi részén, Banja Lukától légvonalban 11, közúton 22 km-re északkeletre, községközpontjától légvonalban 8, közúton 10 km-re délre, 140-318 méteres magasságban fekszik. 

## Népessége
| Nemzetiségi csoport | Népesség 1991 | Népesség 2013 |
| ------------------- | ------------- | ------------- |
| Szerb               | 553           | 661           |
| Bosnyák             | 0             | 0             |
| Horvát              | 2             | 2             |
| Jugoszláv           | 26            | 0             |
| Egyéb               | 10            | 11            |
| Összesen            | 591           | 674           |

## Története
Az ősi ortodox templom, a Stara crkva közelében található régészeti leletek tanúsága szerint ez a hely már az őskorban is lakott volt. A középkori temető maradványai pedig a falu középkori múltját igazolják.
A település 1878-ig tartozott az Oszmán Birodalomhoz, ekkor a berlini kongresszus határozata alapján az Osztrák-Magyar Monarchia része lett. 1879-ben az első osztrák-magyar népszámlálás során a Prnjavori járáshoz tartozó Blaško településnek 30 háztartása és 221 ortodox lakosa volt.  1910-ben a Banja Luka-i járáshoz tartozó településen 54 háztartást, 370 ortodox és 1 muszlim lakost találtak. A monarchia szétesésével 1918-ban előbb a Szerb-Horvát-Szlovén Királyság, majd 1929-től a Jugoszláv Királyság része. Az 1929-es törvény értelmében, amikor Bosznia-Hercegovinát négy banovinára, Drinskára, Vrbaskára, Zetskára és Primorskára osztották, a település a Vrbaska banovina része lett, amelynek székhelye Banja Luka volt. Jugoszlávia megszállása után a Független Horvát Állam (NDH) része lett. A második világháború után a szocialista Jugoszláviához tartozott. A daytoni békeszerződést követő területfelosztásnál Laktaši község részeként a Szerb Köztársaság területéhez került.

## Nevezetességei
- A vidék lakosságának legjelentősebb kulturális emléke a Stara crkva, egy állami védelem alatt álló ortodox fatemplom. A templomot az autentikus megjelenés és a tökéletes építészeti harmónia, valamint számos történet és legenda teszi különösen érdekessé. A templom körül van egy temető, ahol több stećak került elő, így feltételezhető, hogy a templom jóval régebbi, mint az építés évének elfogadott 1745. A hagyomány szerint ugyanis az 1737-1739-es török-osztrák-magyar háború során megrongálódott vagy leégett, majd a 18. század ötvenes-hatvanas éveiben építették újjá. A templom egy dombon, gyönyörű erdei környezetben található. Gyakori célpontja mind a túrázóknak, mind a helyi lakosoknak, mind a Banja Slatina látogatóinak. A régi templomot az Istenszülő születésének szentelték. A templom eredetéről különféle történetek keringenek, tekintve, hogy akkoriban, a török uralom idején tilos volt ortodox szentélyek építése. A templom épülete az egyszerűsége miatt nagyon érdekes, ugyanis mindössze huszonnyolc négyzetméteres területen található. Főbb részei az oltár, a középső rész (hajó), a szentély és a felette álló kórus. A belső tér gazdagon festett, és a számos ikon közül, amelyek a 19. század második feléből származó helyi ikonfestők alkotásai, kiemelkednek a fából faragott szentélyajtók. Történetéhez kapcsolódik a templom csodálatos egyik helyről a másikra költöztetésének legendája. A történet szerint a parasztok az éjszaka folyamán költöztették el a templomot, nehogy a törökök meggyalázzák. Mesélik, hogy amikor vihar elkapta őket, a lovakat is bevitték, a pásztorok pedig arról számoltak be, hogy maga a templom költözött máshová.[7][8]

- Osoje – középkori temető maradványai az ortodox templom mellett. A sírkövek közül fennmaradt 6 db stećak, a többi megsemmisült, vagy súlyosan megrongálódott. A sírkövek egyikén kereszt motívumos díszítés látható. A lelőhelyen, mely egy 294 méter magasságú dombon található, paleolitikumi lakóhely és őskori település maradványai is meg találhatók. Az összegyűjtött régészeti anyag nem ad megfelelő támpontot a lelőhely korának közelebbi meghatározására.[4]